# Tôle de fer
 (mars 2025).
 (mars 2025).
La tôle de fer est généralement produite dans des laminoirs.
Ces derniers comportent deux rouleaux et sont dotés d'un dispositif permettant de relever la feuille après chaque passage dans les rouleaux, ou bien les rouleaux tournent dans les deux sens (laminoir réversibles ou à balayage). Des laminoirs à trois rouleaux sont également utilisés et la feuille peut passer entre les rouleaux inférieurs et centraux dans un sens et entre les rouleaux centraux et supérieurs dans l'autre sens. La feuille de tôle (en allemand sturzblech, la tôle de fer la plus fine jusqu'à 0,1 mm d'épaisseur) est fabriquée à partir de fer plat (de) en la coupant en morceaux et en les étirant au rouge jusqu'à une longueur correspondant à la largeur de la tôle à réaliser.
Les feuilles sont ensuite chauffées au rouge et amenées transversalement dans un deuxième laminoir afin que la longueur de la tôle émerge progressivement de leur largeur. Lorsqu'elles atteignent une certaine épaisseur, on les plie par le milieu avec un marteau, on les trempe dans de l'eau argileuse, on en assemble plusieurs et on les étale progressivement complètement tout en les recuisant à plusieurs reprises. La feuille de tôle destinée au fer blanc est débarrassée des copeaux à l'acide sulfurique, recuite dans des pots scellés et, après refroidissement, laminée jusqu'à brillant sous des rouleaux en acier trempé.
La plaque de chaudière la plus résistante est fabriquée de la même manière à partir de morceaux de fer (brames) soudés (corroyées) ensemble à partir de barres brutes sous un marteau à vapeur. Des tôles lourdes sont soudées ensemble sous le laminoir à partir de deux ou plusieurs tôles pré-laminées. Les tôles de fer les plus résistantes sont les plaques de blindage de 0,3 m d'épaisseur et plus. Les tôles finies sont rognées sur les bords, les tôles blindées sur des machines à limer ou à raboter, le reste avec des cisailles de conceptions diverses. La tôle de fer ordinaire (schwarzblech) est étamée pour se protéger de la rouille et ainsi transformée en fer blanc ou galvanisée (tôle de fer galvanisée).
La tôle de fer pour transformateurs dotée de propriétés magnétiques particulières est appelée fer doux (dynamoblech).